# Pieter Willemsz. Verhoeff

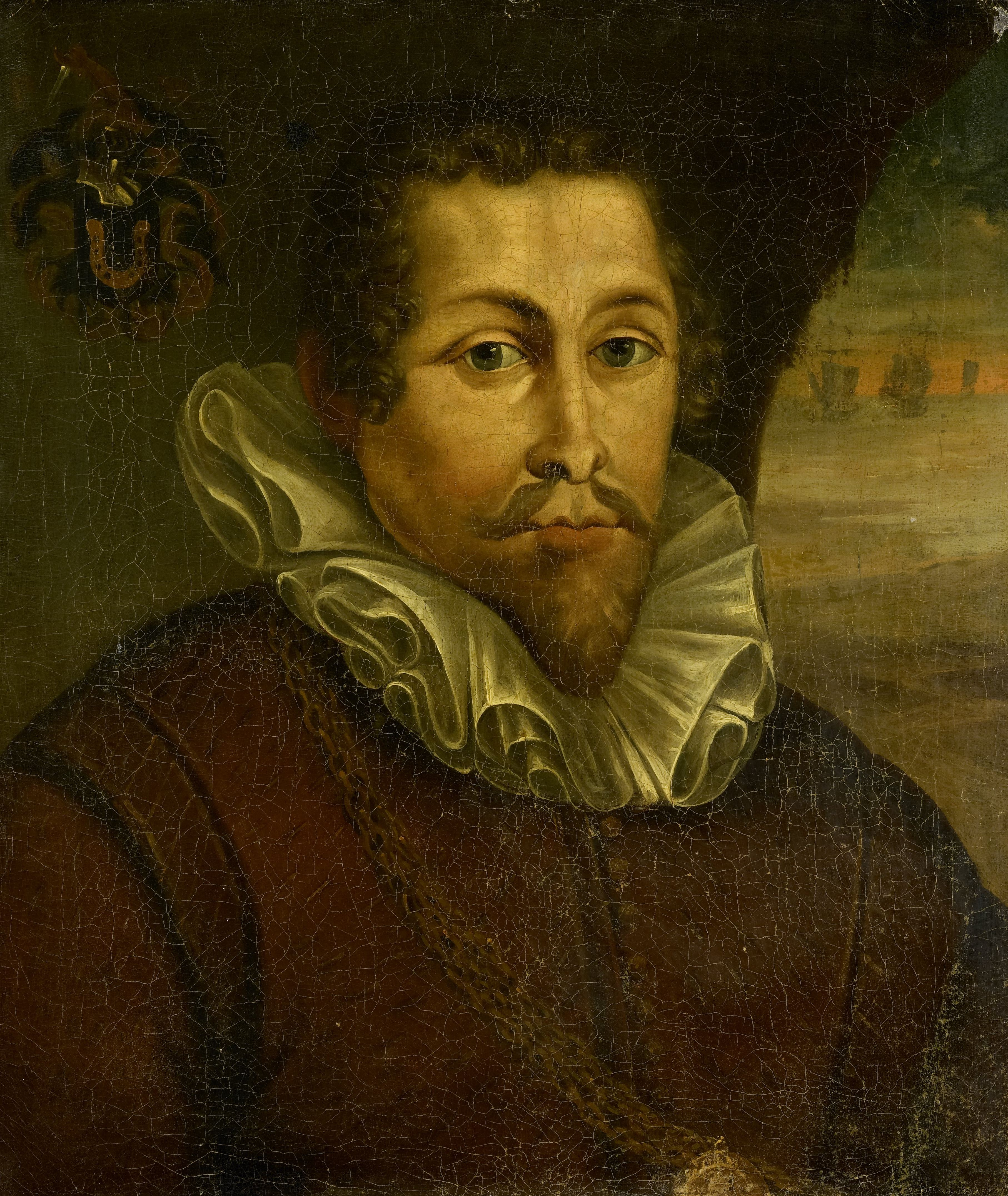
Portret van Pieter Willemsz. Verhoeff (1607).

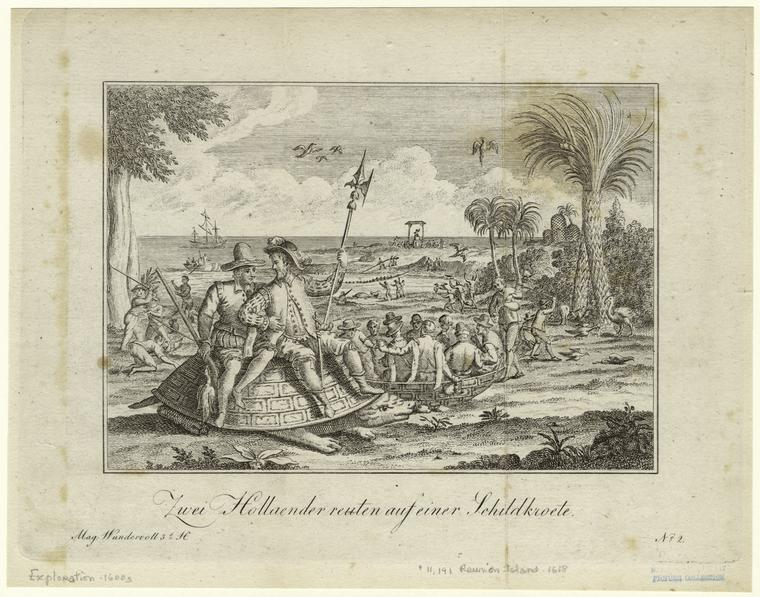
Twee Hollanders op een reuzenschildpad op het eiland Mauritius (1618).

Pieter Willemsz Verhoeff (ca. 1573 - Banda, 22 mei 1609) was een kapitein bij de Admiraliteit van Amsterdam, en admiraal in dienst van de Verenigde Oost-Indische Compagnie (VOC). Zijn expeditie, een oorlogsvloot die ook handel kwam drijven, was minder succesvol. Verhoeffs carrière bij de VOC eindigde op Banda Neira, waar hij door inlanders in de val werd gelokt en werd onthoofd. De dood van Verhoeff en de zijnen vormde de aanleiding voor de Nederlandse verovering van de Banda-eilanden (1609–1621).

## Biografie
Toen hij in 1594 trouwde, woonde hij op de Lastage en gaf aan te varen op Bergen (Noorwegen). In 1601 lag hij met een schip voor de kust van Oostende, tijdens het Beleg van Oostende, dat tot en met 1604 duurde. Bij de Slag bij Gibraltar in 1607, die door de Nederlanders gewonnen werd, nam hij als vlagofficier van het vlaggenschip Aeolus het commando over van admiraal Jacob van Heemskerck, die al bij het tweede salvo werd uitgeschakeld.

## Relaas
Op 21 december 1607 vertrok een vloot van dertien schepen uit het Marsdiep en vanaf Goedereede met bestemming Bantam. Eén schip liep onmiddellijk vast op een bank en moest worden opgegeven. Eenmaal op zee werd een brede raad gevormd, bestaande uit de admiraal of commandeur (zijn stem telde dubbel), de viceadmiraal, zeven kooplieden, en drie schippers. Het was de laatste vloot voor de aanstelling van een gouverneur-generaal Pieter Both. Het journaal vermeldt na twee weken: ende bevondt hem de fockemast wel ten halve door gebroocken te siin, doordien zijn wandt niet stijf genoech aengeset was.
Aan boord van de schepen bevonden zich naast Jan Pietersz Coen als onderkoopman, Jacques Specx op weg naar Japan, ook Piet Heyn, Cornelis van Nijenrode, Jan Dircksz. Lam en ongeveer 750 soldaten. Het doel was Portugese schepen te weren voor Mozambique of Goa en opnieuw een poging te doen Malakka te veroveren. Jan Romein en Annie Romein-Verschoor beschreven de achtergrond als volgt:

... de vredesonderhandelingen met Spanje [waren] in een ernstig stadium gekomen en voor het geval de vrede tot stand zou komen op de grondslag - ook voor Indië - van uti possidetis (houden wat je hebt), dan diende de Compagnie haar kans te grijpen en te zorgen dat haar bezit voor de fatale datum zo groot en gevestigd mogelijk was. Vandaar de reeks opdrachten die Verhoeff - lang niet altijd met succes - achtereenvolgens aanvat: aanslag op Mozambique - mislukt, op Goa - mislukt, contract tot vestiging in Djohore - mislukt, stichting van een factorij in Japan met Jacques Specx als opperhoofd, en van een centrum voor de handel in Oost-Azië te Patani (Malakka). Aangezien Verhoeff bovendien een missive was nagezonden, waarin de Heren XVII: de eylanden van Banda en de Molukken het principiaele wit, waernaer wij schieten noemden, zeilde de admiraal verder naar de Banda-eilanden, waar hij sneuvelde bij een poging tegen het verzet der Bandanezen in een forteres op te werpen naast de bestaande factorij.

Zonder instructie van Heren XVII viel Verhoeff het fort op Mozambique aan. Vlak voor het treffen werden emmers uitgedeeld om eventuele brandhaarden te blussen en premies uitgeloofd. Een soldaat die katholiek was, liep over. Verhoeff eiste uitlevering, maar de Portugezen weigerden. Daarop werden een aantal Portugese krijgsgevangenen doodgeschoten.
Bij een begrafenis op zee, niet ver van de Comoren raakten bij het eresaluut negen zeelieden gewond, van wie er vijf overleden. Op 19 september 1608 kwam de vloot aan voor Goa. Het doel was Calicut, een belangrijke stad op Malabar, waar textiel kon worden gekocht. De aanval mislukte.
Op 24 november 1608 zond admiraal Verhoeff bericht van zijn aankomst in Batu Sawar, de hoofdstad van het sultanaat op Malakka. Hij richtte een verzoek aan de sultan en herinnerde hem aan zijn contract met Cornelis Matelieff de Jonge. De sultan bleek niet te vermurwen en de Straat van Malakka vooralsnog niet te controleren.
Op 8 januari 1609 bevond Verhoeff zich nog steeds met zijn vloot in de rivier van Johore. Toen een van de matrozen ging zwemmen werd hij door een kaaiman verslonden. Enkele dagen later ging een matroos, afkomstig uit Dokkum zwemmen voor de kust. Hij werd gebeten door een haai en stierf kort daarna. De haai zwom niet weg, zodat het beest kon worden gevangen, opengereten, en de zeeman compleet "begraven" kon worden.
Op 15 februari 1609 kwam Verhoeff aan op Bantam. Bantam was in twee kampen verdeeld, vanwege een troonopvolging, toen Verhoeff met zijn aanzienlijke vloot op de rede aankwam. Hij bracht het ontwerp mee van een nieuwe overeenkomst met de vorst van Bantam. Met het oog op het te verwachten Twaalfjarig Bestand zou de sultan worden beschermd tegen aanvallen van buiten af.
Twee schepen met Specx aan boord voeren door naar Hirado in Japan. De rest van de vloot werd in tweeën gesplitst. François Wittert voer met drie schepen naar Ternate, blokkeerde Tidore, en probeerde de aanvoerlijnen van de Spanjaarden af te snijden. Verhoeff voer naar de Banda-eilanden om greep te krijgen op de specerijenhandel.

## Verhoeff op Banda Neira
Verhoeff kwam op 8 of 19 april aan op Banda Neira. Hij had geschenken bij zich en een brief van prins Maurits met het verzoek of de eis een fort aan te mogen leggen. Zijn manschappen begonnen in mei met het egaliseren van de bouwgrond, waarop de Bandanezen het plan vatten het drinkwater te vergiftigen. De VOC wilde op de Banda-eilanden een monopsonie vestigen, maar de Bandanezen gaven de voorkeur aan vrije verkoop, waarbij zij de kopers van verschillende nationaliteit tegen elkaar konden uitspelen.
De dorpsoudsten lokten Verhoeff op 22 mei naar een bespreking, zogenaamd om te onderhandelen over de prijs van de specerijen. Ze eisten dat een compagnie soldaten werd teruggestuurd. Verhoeff en twee leden van de brede raad werden vervolgens naar het dorp geleid. Toen de soldaten van de compagnie geschreeuw hoorden maakten ze rechtsomkeert, maar ze kwamen te laat. De drie mannen waren al onthoofd. Nog dezelfde dag werden 24 matrozen doodgeslagen en twee schippers die een wandeling maakten. De gijzelaar die eerder door Verhoeff was uitgezonden, werd de volgende dag op het strand gevonden.
Uiteindelijk zijn naast een belangrijk deel van de brede raad, circa 46 bemanningsleden en soldaten omgekomen. Jan Pieterszoon Coen wist te ontkomen. De traumatische gebeurtenis heeft bij hem een blijvende indruk achter gelaten.
Uit wraak werden begin juni de inlandse bezittingen in brand gestoken en kapotgeslagen. De kampong Lebetakke op Banda werd uitgemoord.
De rol van de Engelsen rond de moord van Verhoeff, in het bijzonder die van kapitein William Keeling, is dubieus. Keeling was niet langer welkom bij de Nederlanders en week met zijn schip Hector uit naar Run. De onderhandelingen over een eventueel samengaan van de Engelse East India Company en de Nederlandse VOC in 1612 hebben de zoektocht naar de waarheid mogelijk vertroebeld. Helaas zijn alle brieven uit 1609 verdwenen.